# Mariano José de Oliveira e Costa
Mariano José de Oliveira e Costa, barão de Pouso Frio (Taubaté, 14 de março de 1818 —  Taubaté, 14 de outubro de 1890 ) foi um fazendeiro e militar brasileiro.

## Biografia
Filho de José de Oliveira Costa e Auristela de Toledo. Casou-se com Maria das Dores Monteiro.
Foi coronel da Guarda Nacional e grande proprietário de fazendas de café, dentre elas a Fazenda Pouso Frio, em Taubaté.
Residiu num belo palacete de estilo colonial no Largo do Rosário que resiste até nossos dias, sendo que posteriormente foi adquirido de sua família para ali se instalar o primeiro bispo da Diocese de Taubaté, Dom Epaminondas Nunes d'Ávila e Silva, tornando-se Palácio Episcopal.
Está sepultado no Cemitério da Venerável Ordem Terceira de São Francisco, em Taubaté.